# Czego nauczył mnie August
Czego nauczył mnie August – wydana w 1995 roku powieść Anny Bojarskiej, opisująca „od środka” środowisko dysydenckie i opozycyjne wobec władz PRL, wywodzące się z kręgu byłych działaczy komunistycznych.

## Treść
Akcja powieści zaczyna się w Warszawie w 1953 roku, kiedy umiera Józef Stalin. Narratorem jest siedmioletni wówczas Gucio (Gustaw Szreder), wychowywany przez starszych już rodziców w duchu ideowego komunizmu: w domu na porządku dziennym jest recytacja wierszy Majakowskiego, często w oryginale (Gucio z tego powodu od małego znakomicie zna język rosyjski), słucha się sowieckich marszów wojskowych, ojciec - stary, jeszcze przedwojenny komunista, obecnie podupadający na zdrowiu emeryt - tłumaczy synowi zagadnienia z zakresu marksizmu itd.
We wrześniu tego samego roku Gucio trafia do pierwszej klasy szkoły podstawowej. Przeżywa tam szok odrzucenia przez resztę dzieci, tak dla odmienności swojego wychowania, jak i dla defektów urody: jest bowiem rudy, ma zeza i groteskowo odstające uszy, a na dodatek się jąka. Naturalną koleją rzeczy staje się klasowym wyrzutkiem, zahukanym i zakompleksionym.
Z tego stanu wydobywa go młody nauczyciel przedmiotu, który Gucio-narrator określa mianem „godzina czerwonej indoktrynacji”. Nauczycielem tym jest ok. 20-letni wówczas Stefan Marzec, zwany Augustem. August jest członkiem PZPR oraz ZMP. Z kilku chłopców (do których zalicza się też i Gucio) kompletuje rodzaj niewielkiej drużyny, z którą prowadzi pracę ideowo-wychowawczą, początkowo w duchu ortodoksyjnego stalinizmu, stopniowo wpajając przy tym wychowankom nawyk patrzenia na świat przez pryzmat polityki i walki o władzę. W miarę, jak zmienia się sytuacja - nastaje rok 1956, następnie rządy Władysława Gomułki - środowisko Augusta i Gucia zaczyna coraz aktywniej sprzeciwiać się panującym porządkom, cały czas z charakterystycznych pozycji, określonych przez narratora (na str. 111 wyd. z 1995 roku) jako „bunt elit”.
Tymczasem zachodzą też zmiany w życiu prywatnym obu bohaterów: August się żeni, Gucio natomiast przechodzi operację leczącą zeza, dorośleje i staje się pożeraczem damskich serc.

## Powieść z kluczem
Mimo że nie wszystkie szczegóły się zgadzają, niemal od razu po ukazaniu się książki wśród jej odbiorców pojawiła się opinia, iż „Czego nauczył mnie August” to powieść z kluczem, w której sportretowano Jacka Kuronia jako Augusta i Adama Michnika jako Gucia. Te domysły doczekały się potwierdzenia z ust samej autorki podczas wywiadu, którego kilka lat później udzieliła tygodnikowi Przegląd.